# Michael Embach

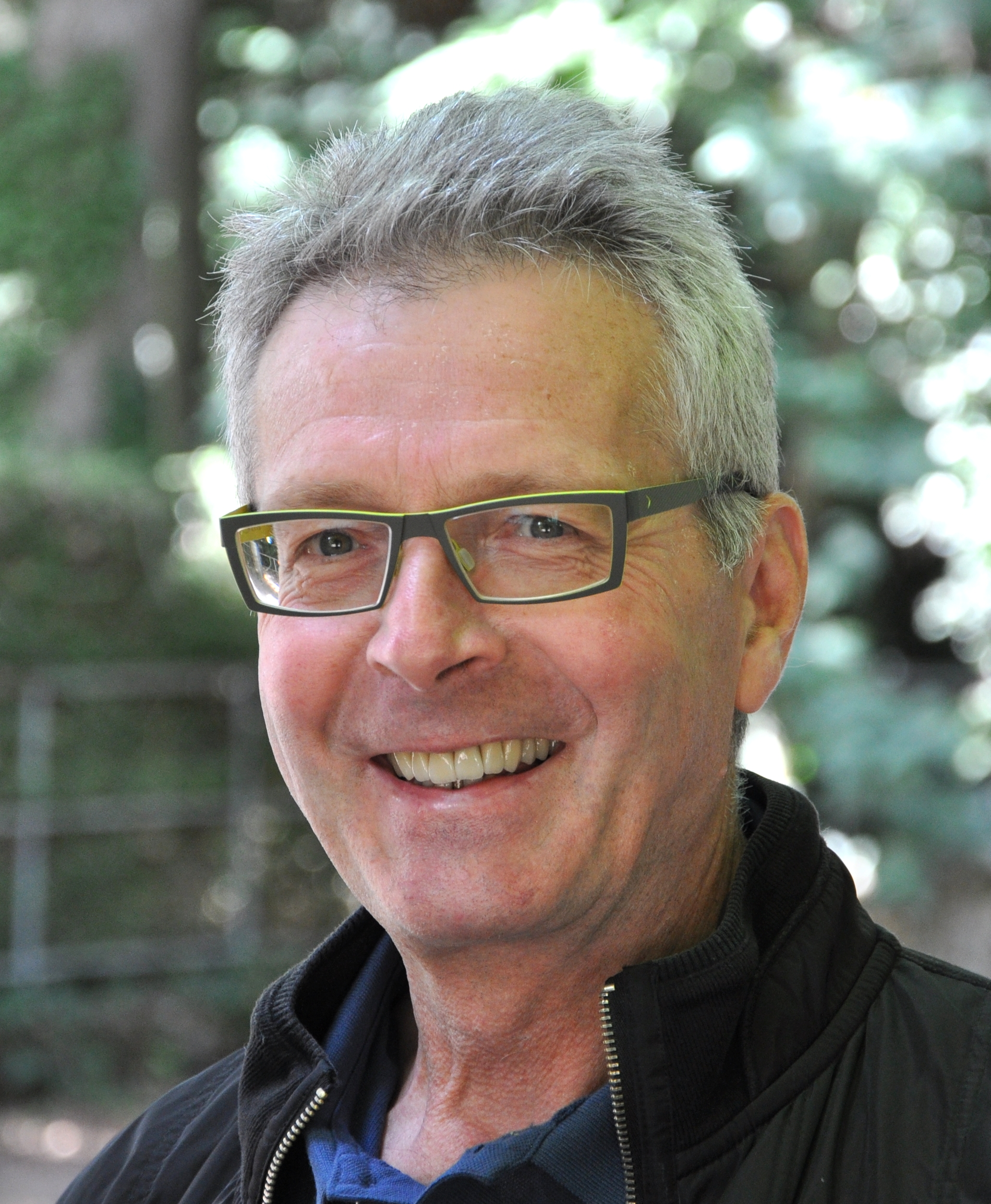
Michael Embach (2019)

Michael Embach  (* 9. Juli 1956 in Trier) ist ein deutscher Bibliothekar und Germanist.
Nach dem Abitur am Friedrich-Wilhelm-Gymnasium in Trier (1975) studierte Michael Embach an der Universität Trier die Fächer Germanistik und Katholische Theologie und schloss 1980 mit dem Staatsexamen für das Lehramt an Gymnasien ab. Nachdem er 1982 die Assessorprüfung des wissenschaftlichen Bibliothekswesens abgelegt hatte, wurde er zum Bibliotheksrat in der Bibliothek des Bischöflichen Priesterseminars Trier ernannt. Nach der Promotion zum Dr. phil. 1986 im Fach Neuere deutsche Literatur an der Universität Trier mit einer Dissertation über Lutherbild Johann Gottfried Herders wurde er 1989 Direktor in der Bibliothek des Bischöflichen Priesterseminars Trier. Nach der Habilitation 2000 im Fach Ältere Deutsche Philologie an der Universität Trier zum Thema Die Schriften Hildegards von Bingen. Studien zu ihrer Überlieferung und Rezeption im Mittelalter und in der frühen Neuzeit leitete er von 2007 bis zu seinem Eintritt in den Ruhestand am 1. April 2023 die Stadtbibliothek und das Stadtarchiv Trier. Außerdem lehrt er seit 2006 als außerplanmäßiger Professor am Fachbereich II der Universität Trier.

## Schriften (Auswahl)
- Verzeichnis der Veröffentlichungen von Michael Embach bei: Claudine Moulin: Die Welt in der Bibliothek. Michael Embach zum 65. Geburtstag, Kurtriererisches Jahrbuch 61 (2021), S. 11–30, hier: S. 15–30.

Monographien
- Das Lutherbild Johann Gottfried Herders (= Trierer Studien zur Literatur. Band 14). Lang, Frankfurt am Main/Bern/New York/Paris 1987, ISBN 3-8204-9914-8 (zugleich Dissertation, Trier 1986).
- Die Inkunabeln der Trierer Dombibliothek. Ein beschreibendes Verzeichnis mit einer Bestandsgeschichte der Dombibliothek. Im Auftr. des Trierer Domkapitels. Provenienzzuweisungen von Reiner Nolden (= Veröffentlichungen des Bistumsarchivs Trier. Band 29). Paulinus-Verlag, Trier 1995, ISBN 3-7902-1322-5.
- Glanz des Mittelalters – Kostbare Faksimile aus Trierer Bibliotheken (= Mitteilungen und Verzeichnisse aus der Bibliothek des Bischöfl. Priesterseminars zu Trier. Band 10). Paulinus-Verlag, Trier 1997, ISBN 3-7902-0164-2.
- mit Winfried Weber: Die Kirche des Bischöflichen Priesterseminars (= Weick-Kunstführer. Band 32,020). Verlag Weick, Passau 1997, ISBN 3-930602-21-0.
  - mit Winfried Weber und Rainer Schwindt: Die Kirche des Bischöflichen Priesterseminars. 2. erweiterte Auflage, Paulinus, Trier 2009, ISBN 978-3-7902-1632-5.
- mit Joscelyn Godwin: Johann Friedrich Hugo von Dalberg (1760–1812). Schriftsteller – Musiker – Domherr (= Quellen und Abhandlungen zur mittelrheinischen Kirchengeschichte. Band 82). Gesellschaft für Mittelrheinische Kirchengeschichte, Mainz 1997, ISBN 3-929135-14-0.
- mit Marc-Aeilko Aris, Werner Lauter, Irmgard Müller, Franz Staab und Scholastica Steinle OSB: Hildegard von Bingen. Internationale wissenschaftliche Bibliographie (= Quellen und Abhandlungen zur mittelrheinischen Kirchengeschichte. Band 84). Gesellschaft für Mittelrheinische Kirchengeschichte, Mainz 1998, ISBN 3-929135-16-7.
- Die Schriften Hildegards von Bingen – Studien zu ihrer Überlieferung und Rezeption im Mittelalter und in der Frühen Neuzeit (= Erudiri Sapientia. Band 4). Akademie-Verlag, Berlin 2003, ISBN 3-05-003666-4 (zugleich Habilitationsschrift, Trier 2000).
- Trierer Literaturgeschichte. Zwei Bände. Kliomedia bzw. Verlag für Geschichte und Kultur, Trier 2007/2015, ISBN 978-3-89890-112-3 und ISBN 978-3-9815112-6-0.
- Die Kreuzesschrift des Hrabanus Maurus. De laudibus sanctae crucis (= Mitteilungen und Verzeichnisse aus der Bibliothek des Bischöfl. Priesterseminars zu Trier. Band 23). Paulinus-Verlag, Trier 2007, ISBN 3-7902-0197-9.
- Hundert Highlights – Kostbare Handschriften und Drucke der Stadtbibliothek Trier. Schnell und Steiner, Regensburg 2013, ISBN 978-3-7954-2750-4. Englische und französische Ausgabe: One hundred Highlights. Precious manuscripts and books from the Trier City Library. Cent Chefs d’oeuvre de la Bibliophilie. Manuscrits et livres précieux de la Bibliothèque municipale de Trèves. Schnell & Steiner, Regensburg 2020, ISBN 978-3-7954-3531-8.
- Das Fortwirken Roms in der Bildungsgeschichte des Mittelalters. Schnell + Steiner, Regensburg 2022, ISBN 978-3-7954-3654-4.

Herausgeberschaften
- Joseph von Hommer: Es muß Einheit seyn. Anreden eines Bischofs an die Alumnen seines Seminars. Mit einer biographischen Einleitung von Martin Persch (= Mitteilungen und Verzeichnisse aus der Bibliothek des Bischöflichen Priesterseminars zu Trier, Band 7). Paulinus-Verlag, Trier 1993, ISBN 3-7902-0152-9.
- Viktor Joseph Dewora: „Ehrendenkmal“ – Quellen zur Geschichte der Koalitionskriege 1792–1801 (= Mitteilungen und Verzeichnisse aus der Bibliothek des Bischöflichen Priesterseminars zu Trier. Band 8). Paulinus-Verlag, Trier 1994, ISBN 3-7902-0155-3.
- mit Wolfgang Schmid: Die Medulla Gestorum Treverensium des Johann Enen. Ein Trierer Heiltumsdruck von 1514. Faksimileausgabe und Kommentar (= Armarium Trevirense. Band 2). Porta-Alba-Verlag, Trier 2004, ISBN 3-933701-17-1.
- mit Bernhard Simon: Die Abtei Trier–St. Maximin von der Spätantike bis zur frühen Neuzeit. Beiträge der Trierer Tagung vom 16.–17. Juli 2015 (= Quellen und Abhandlungen zur mittelrheinischen Kirchengeschichte, Bd. 142). Gesellschaft für Mittelrheinische Kirchengeschichte, Koblenz 2018, ISBN 978-3-929135-78-7.

Lexikonbeiträge
- Johann Friedrich Hugo von Dalberg. In: Biographisch-Bibliographisches Kirchenlexikon (BBKL). Band 14, Bautz, Herzberg 1998, ISBN 3-88309-073-5, Sp. 899–908.
- Viktor Joseph Aloysius Dewora. In: Biographisch-Bibliographisches Kirchenlexikon (BBKL). Band 14, Bautz, Herzberg 1998, ISBN 3-88309-073-5, Sp. 932–941.
- Friedrich Spee. In: Biographisch-Bibliographisches Kirchenlexikon (BBKL). Band 14, Bautz, Herzberg 1998, ISBN 3-88309-073-5, Sp. 1497–1506.